# Das gemiedene Haus

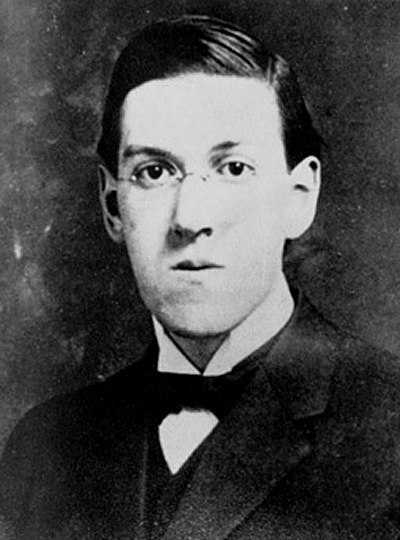
H. P. Lovecraft, Fotografie aus dem Jahre 1915

Das gemiedene Haus (englischer Originaltitel: The Shunned House) ist der Titel einer Erzählung des amerikanischen Schriftstellers H. P. Lovecraft, die er Mitte Oktober 1924 verfasste. Im Oktober 1937 wurde sie in der Zeitschrift Weird Tales veröffentlicht und 1939 in den Sammelband The Outsider and Others aufgenommen, mit dem die Geschichte des Verlages Arkham House begann.
Eine deutsche Übersetzung von Charlotte Gräfin von Klinckowstroem erschien 1973 im Sammelband Stadt ohne Namen der Bibliothek des Hauses Usher, der 1981 in der Phantastischen Bibliothek des Suhrkamp Verlages nachgedruckt wurde.
Das Werk gehört zur Gattung phantastischer Horrorgeschichten mit Berührungspunkten zur Science-Fiction. Lovecraft schildert die Hintergründe eines Hauses, in dem viele Menschen auf unerklärliche Weise erkrankten und starben und in dessen Keller sich eine bösartige Kreatur verbirgt.

## Inhalt

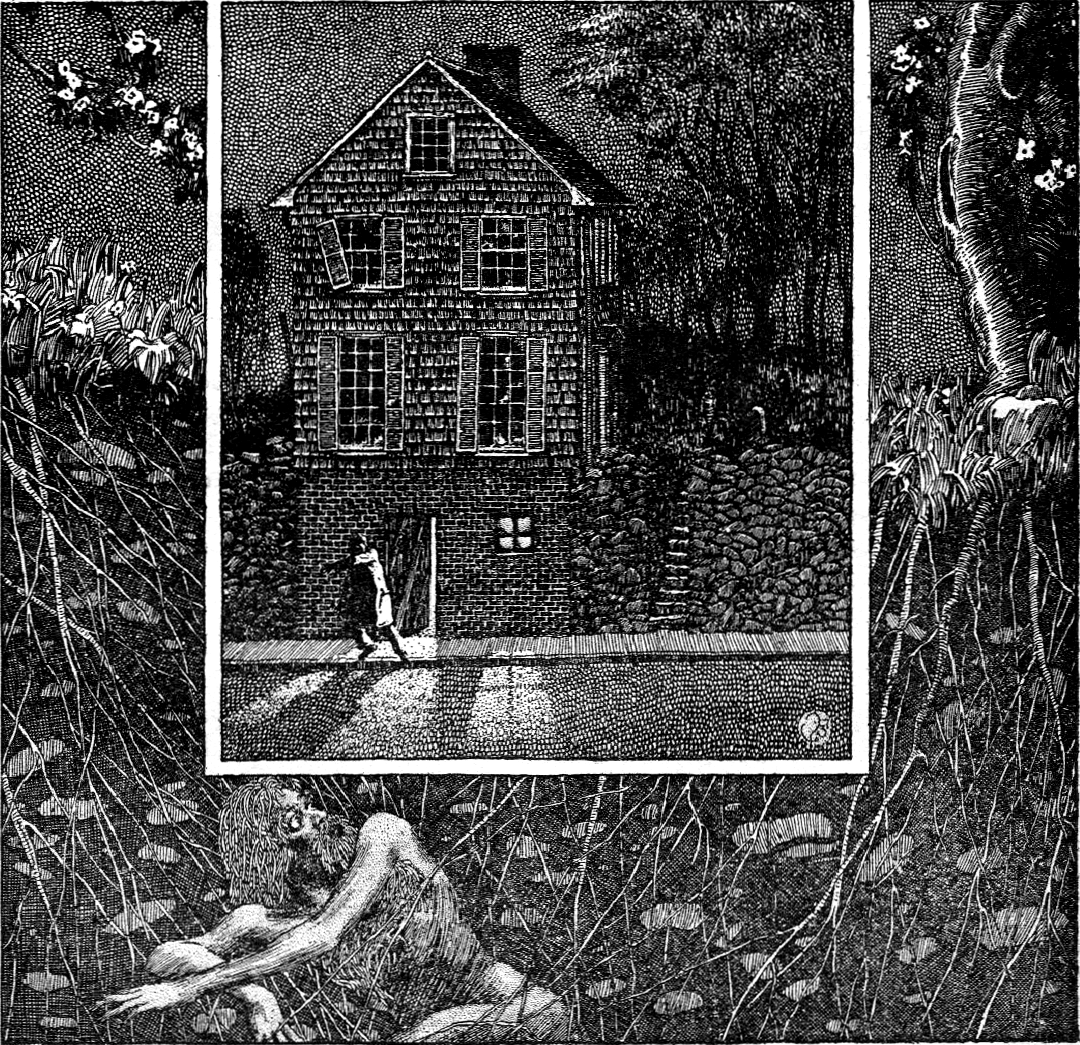
Original-Illustration der Ausgabe in Weird Tales von Virgil Finlay

Seit langem befasst sich der Ich-Erzähler mit den Gerüchten, Vermutungen und Andeutungen um ein im Kolonialstil des 18. Jahrhunderts errichtetes Haus in Providence, das seit Generationen im Besitz der Familie Harris ist. Im Laufe der Zeit erkrankten und starben dort viele Bewohner auf ungewöhnliche Weise, während die Nachbarhäuser von dem Übel verschont blieben. Wegen dieser Ereignisse ist es seit langer Zeit unbewohnt.
Die meisten Anwohner der Gemeinde betrachten das Gebäude nicht als ein klassisches Spukhaus, weil Geschichten von „klirrenden Ketten, kaltem Luftzug, ausgeblasenen Lichtern oder Gesichtern am Fenster“ nicht im Umlauf sind.
Der Erzähler, der dort schon als Kind mit einigen Freunden spielte und von der düsteren Aura des Gebäudes fasziniert ist, vertieft sich in dessen Geschichte und studiert später auch die Annalen der Besitzerfamilie. Bereits als Jugendlicher erkannte er die „krankhafte Seltsamkeit der unheimlichen Vegetation“ und spürte die geisterhafte Atmosphäre des Gebäudes. Die eigentümlichen Baumwurzeln im Garten und die Schimmelflecke erinnerten an menschliche Konturen.
Das Unheil scheint sich im dunklen und feuchten Keller zu verdichten, der einen schlechten Geruch verströmt und von unheimlich geformten Schwämmen umgeben ist, die beim Verrotten seltsam leuchten. Auf dem Boden befindet sich ein Fleck aus Salpeter oder Schimmel, der an einen zusammengekauerten Menschen erinnert.
Der Onkel des Erzählers, Elihu Whipple, hat selbst einige Nachforschungen angestellt, die er nach einigem Drängen seinem mittlerweile erwachsenen Neffen mitteilt: Es scheint, als brüte dort eine böse Macht, die den Bewohnern ihre Lebenskraft aussaugt, an Blutarmut, Schwindsucht, Intelligenzminderung erkranken und häufig sterben lässt.
Seltsam bleibt, dass einige der Opfer kurz vor ihrem Tod ein eigenartiges französisches Idiom stammelten, obwohl sie sich mit der Sprache niemals beschäftigt hatten.
Der Erzähler forscht weiter und entdeckt eine Verbindung zum Französischen in Gestalt eines hugenottischen Siedlers namens Etienne Roulet. Die Roulets hatten im achtzehnten Jahrhundert einen eigenen Friedhof genau dort angelegt, wo sich das gemiedene Haus nun befand. Sie waren auf großen Widerstand gestoßen, der über Vorbehalte gegenüber Einwanderern hinwegzugehen schien. Beunruhigend sind grausige Details über einen Mann namens Jaques Roulet, der zunächst als Hexenmeister verurteilt, dann aber in ein  „Irrenhaus“ gesperrt worden war. Man hatte ihn, mit Blut und Fleischfetzen bedeckt, in einem Waldstück gefunden, wo zuvor ein Kind von Wölfen zerfetzt worden war.
Als der Erzähler den Keller erneut betritt, glaubt er, eine leuchtende Ausdünstung zu erblicken, die von dem menschenähnlichen Schimmelfleck emporwabert.
Er und sein Onkel betrachten sich nicht als abergläubisch und wollen die Tatsachen wissenschaftlich erklären. Sie vermuten einen unguten Einfluss, der sich bis auf die französischen Siedler mit ihrer Faszination für verbotenes Wissen und abscheuliche Sphären zurückverfolgen lasse und „der mittels seltener und unbekannter Bewegungsgesetze der Atome und Elektronen“ noch präsent sei. Im Lichte neuer wissenschaftlicher Einsichten wie der Relativitätstheorie und „inneratomarer Einflüsse“ sei diese Annahme nicht völlig abwegig.

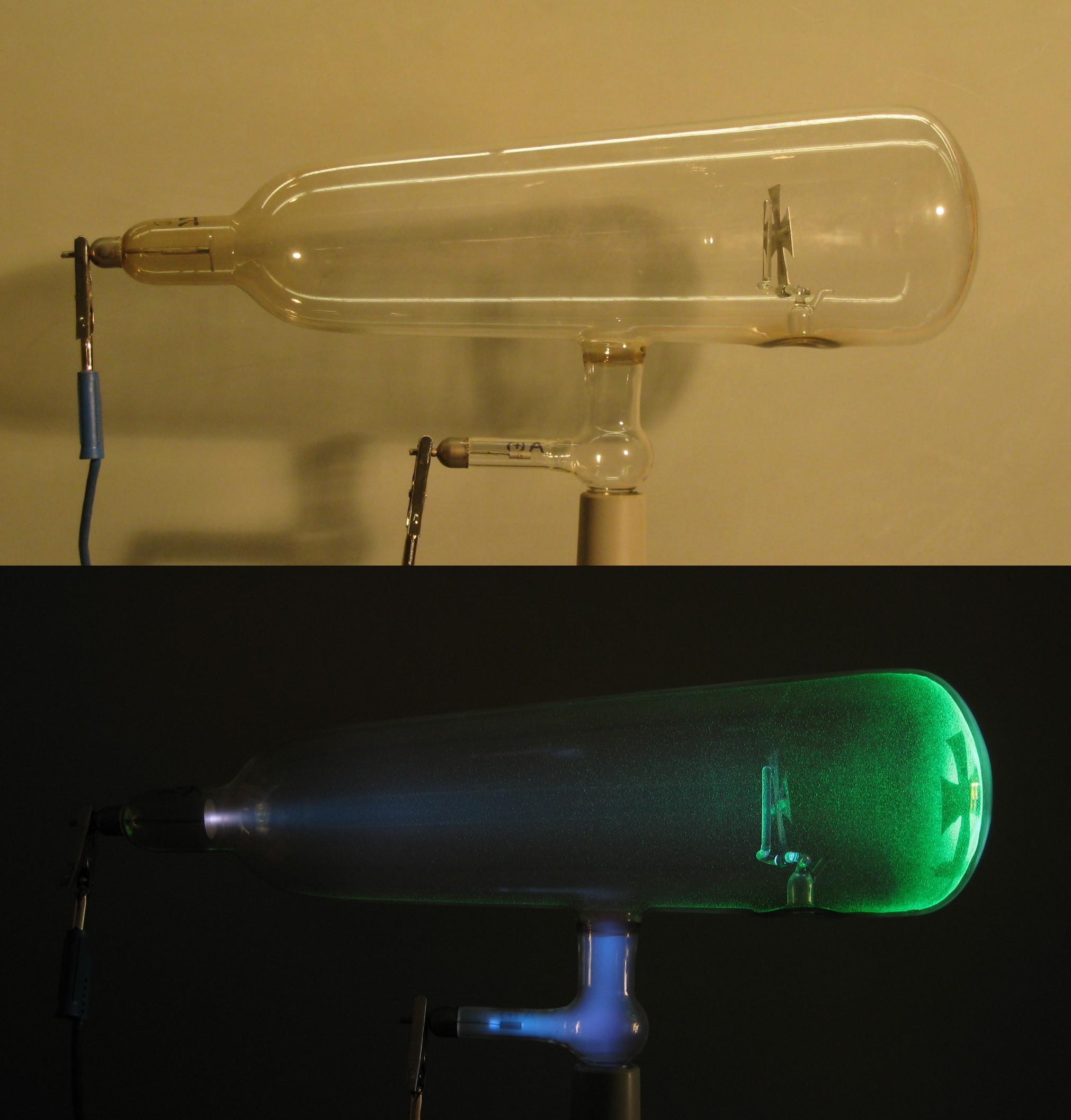
Eine Schattenkreuzröhre

Ob das Wesen feindselig sei oder aus blinder Selbsterhaltung getrieben werde – es auszurotten sei eine Verpflichtung für jeden Menschenfreund.
In der Hoffnung, es durch ihre Anwesenheit hervorzulocken und dann zu vernichten, entschließen sich die beiden, eine Nacht im Keller des Hauses zu verbringen. Ausgerüstet mit Flammenwerfern für eine stoffliche und einer Schattenkreuzröhre für eine unstoffliche Bedrohung, beginnen sie ihre Wache. Als Whipple müde wird, legt er sich auf ein Feldbett und fällt in einen Schlaf, der nach einiger Zeit unruhig wird. Er atmet unregelmäßig und beginnt zu stöhnen. Als sein Neffe ihm ins Gesicht leuchtet, schockieren ihn die verzerrten und fremdartigen Gesichtszüge. Er beginnt zu murmeln, und entsetzt erkennt der Erzähler, dass es sich um Französisch handelt. Schreiend wacht er auf und berichtet von einem Traum, der in einer fernen Welt spielte und in der er die Gesichter der Harris-Familie erkannte.
Sein von Müdigkeit übermannter Neffe fällt ebenfalls in einen unruhigen Schlaf, aus dem ihn ein lauter Schrei seines Onkels herausreißt. Der Raum ist von einem üblen Geruch erfüllt, ein gelbliches Licht lässt die Konturen hervortreten. Angstvoll blickt er sich um und erstarrt. Ein kränkliches Leichenlicht steigt empor und bildet ein wolkenartiges Gebilde, das aus vielen höhnisch blickenden Augen besteht und zur Decke steigt. Es hüllt seinen Onkel ein und bewirkt, dass er sich grauenvoll verwandelt und auflöst. Da es sich um eine immaterielle Bedrohung zu handeln scheint, greift sein Neffe zum Röhrenapparat und richtet die „Ätherstrahlung“ auf die monströse Wolke. Er erkennt, dass dies außer einigen Farb- und Formveränderungen wirkungslos bleibt und wird von einem weiteren Schrecken aus dem Keller gejagt: Während Whipple sich verflüssigt, nimmt sein Gesicht unzählige fremde und teuflische Züge an, bis die nun gallertartige Masse sich auf dem Boden verteilt.
Am nächsten Tag beschafft sich der Erzähler sechs große Ballonflaschen Schwefelsäure und schaufelt, seinen Ekel überwindend, ein großes Loch in den Kellerboden. Dabei stößt er irgendwann auf eine fischartige Oberfläche, die an halbverwestes Gelee erinnert. In der immer tiefer werdenden Grube, die ihm bald bis zum Halse reicht, erkennt er das freigelegte Stück eines gigantischen Körperteils.
Er klettert nach oben und gießt die Säure in „diese Leichenhöhle, auf die unvorstellbare Abnormität, deren riesigen Ellbogen“ er gesehen hatte und die er auf diese Weise vernichten kann.
Im folgenden Frühjahr sind die fremdartigen Unkräuter und das bleiche Gras verschwunden und das Haus kann erneut vermietet werden.

## Hintergrund und Entstehung

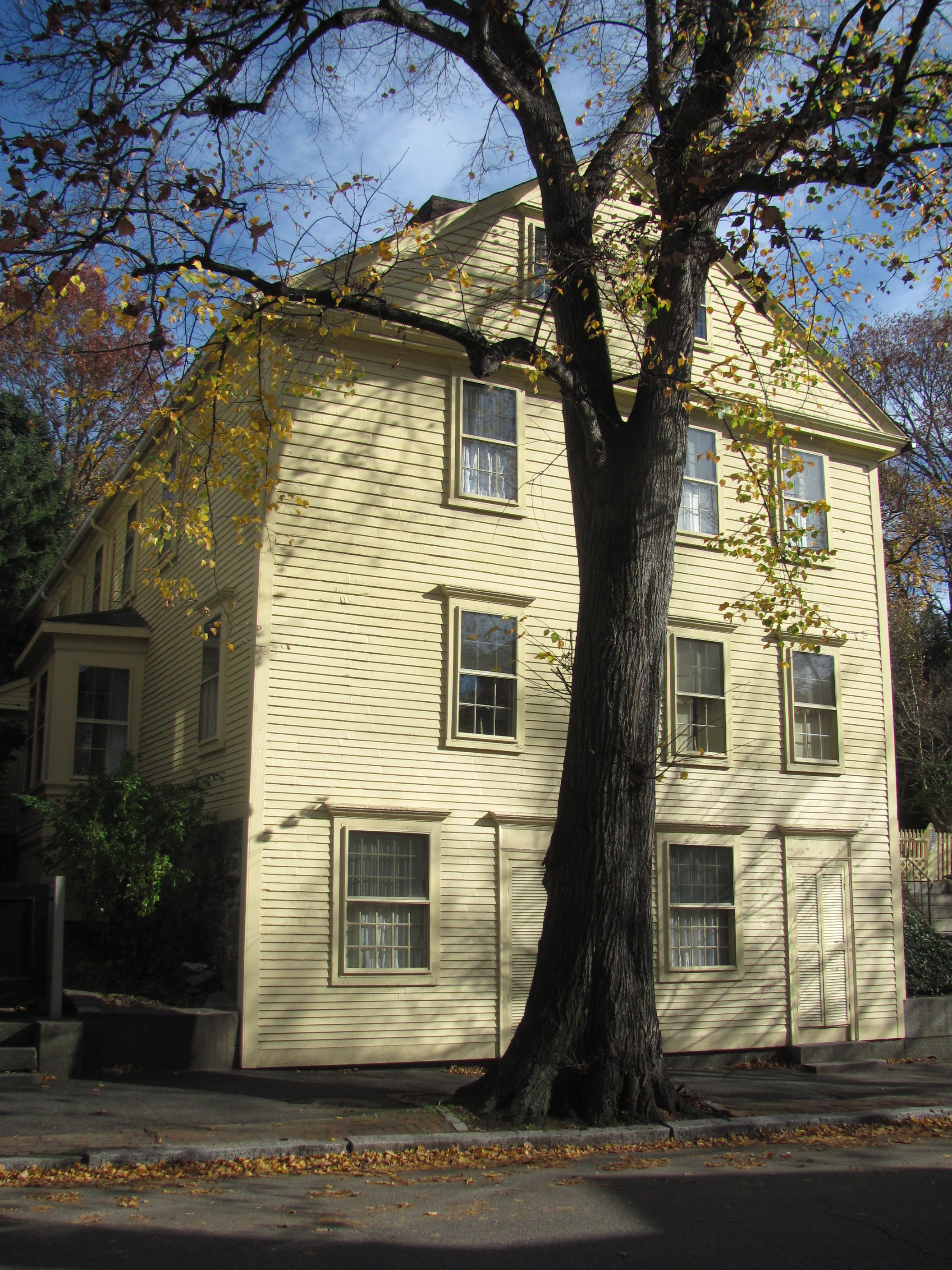
Das Haus in der 135 Benefit Street, Providence

Einige Einzelheiten der Erzählung haben einen authentischen Hintergrund.
Die Geschichte bezieht sich auf ein tatsächlich noch existierendes Haus in Providence, das in der Benefit Street steht und um 1763 erbaut wurde. Die Anregung hingegen ging von einem Haus in Elizabeth aus, das er im Oktober 1924 gesehen und als „schreckliches altes Haus“ und „höllischen Platz“ beschrieben hatte. Im frühen 17. Jahrhundert müssten dort grauenvolle Taten verübt worden seien.
Weitere Details wie eine Straßenbegradigung, eine Überschwemmung und Exhumierung haben ebenfalls einen Anknüpfungspunkt in der Realität.
Das in Providence gelegene zweistöckige Haus mit Dachgeschoss, das auf einem ansteigenden Hügel errichtet worden war, verfügt über einen Keller, war aber, anders als in der Erzählung, nie unbewohnt.
Ein weiteres Detail ist der Charakter des Elihu Whipple, dessen Vorbild Lovecrafts 1915 verstorbener Onkel Franklin Chase Clark war.
Während die Figur des Etienne Roulet fiktiv ist, hat Jacques Roulet ein reales Vorbild. Nahezu wörtlich übernahm Lovecraft die Beschreibung aus der Schrift Myths and Myth Makers des amerikanischen Philosophen und Historikers John Fiske, ein Werk, das seine Auffassung anthropologischer und religiöser Fragen beeinflusste.
Wie in vielen Werken der phantastischen Literatur hat die Lokalität auch in dieser Geschichte eine wichtige Bedeutung. Es handelt sich um den Topos eines düsteren Ortes, der von den stilbildenden englischen Schauerromanen stark geprägt wurde und erst in der neueren Literatur an Bedeutung verloren hat.
Ein dunkles und verlassenes Haus, beladen mit dem Odium des Bedrohlichen, evoziert nicht nur eine unheimliche Atmosphäre und beeinflusst das Verhalten der jeweiligen Charaktere, sondern lenkt auch die Erwartung des Lesers in eine bestimmte Richtung.
Auch diese Erzählung spielt in Neuengland, eine Region, in der Lovecraft häufig Wirkliches mit Fiktivem mischte, und stellt einen Erzähler mit einer Neigung zum Bizarren und Abseitigen in den Mittelpunkt. Wie in seinen Geschichten Der leuchtende Trapezoeder, Träume im Hexenhaus und Das Ding auf der Schwelle führt die Verrufenheit eines Ortes auch in dieser Geschichte zu seiner Isolation, das Haus wird gemieden.
Die Science-Fiction-Elemente bringt Lovecraft ins Spiel, indem er die Existenz vampirischer Wesen mit neuen wissenschaftlichen Entwicklungen wie der Relativitätstheorie und Quantentheorie zu erklären versucht. Dass der Erzähler das Wesen am Ende nicht mit einem Pflock ins Herz, sondern mit Schwefelsäure tötet, ist ebenfalls bezeichnend.
Mit Einsteins Theorie hatte er sich ein halbes Jahr zuvor befasst und sich wegen der Abweichung von physikalischen Vorstellungen des 19. Jahrhunderts verwundert gezeigt.

## Adaptionen
- Die 6. Folge der Hörspielserie „The Lovecraft 5“ setzte die Geschichte 2020 als Hörspiel um (The Lovecraft 5 – Folge 6: Das gemiedene Haus).